# Villelga
Villelga es una localidad y pedanía española perteneciente al municipio de Villada , en la comarca de Tierra de Campos, provincia de Palencia, comunidad autónoma de Castilla y León.

## Geografía

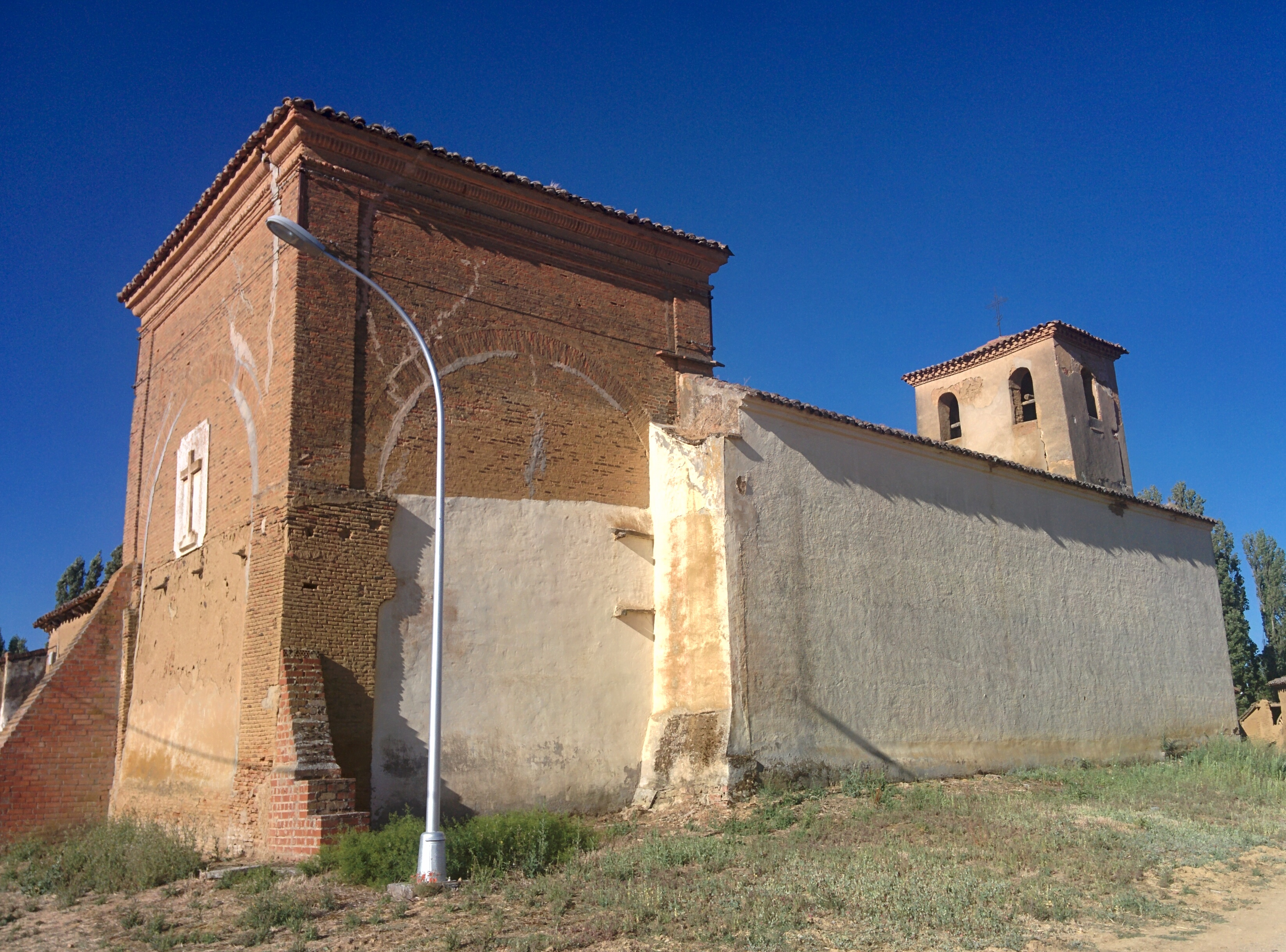
Iglesia de Nuestra Señora de las Heras

- Altitud: 811 metros.
- Latitud: 42°18′0″ N
- Longitud: 4°55′59″ O

## Demografía
| Gráfica de evolución demográfica de Villelga entre 1842 y 1970 |
| |
| Población de derecho según los censos de población del INE Población de hecho según los censos de población del INEEntre el censo de 1857 y el anterior, crece el término del municipio porque incorpora a 345150 (Villemar) Entre el censo de 1981 y el anterior, este municipio desaparece porque se integra en el municipio 34206 (Villada) |

Evolución de la población en el siglo XXI
| Gráfica de evolución demográfica de Villelga entre 2000 y 2020     |
|                                                                    |
| Población de derecho (2000-2020) según el padrón municipal del INE |

## Historia
Villelga fue municipio independiente hasta 1970. Ese año se decretó su anexión al municipio de Villada.